# Bruno Heusinger
Bruno Heusinger (* 2. März 1900 in Holzminden; † 3. August 1987 in Celle) war ein deutscher Jurist. Als Nachfolger von Hermann Weinkauff war er der zweite Präsident des Bundesgerichtshofs.

## Leben
Sein Vater war der 1862 in Gandersheim geborene Gymnasiallehrer Ludwig Heusinger. Seine Mutter Charlotte entstammte der angesehenen Adelsfamilie von Alten. Der Bruder von Bruno Heusinger war Adolf Heusinger, ab 1957 der erste Generalinspekteur der Bundeswehr. Nachdem der Vater 1911 nach Helmstedt versetzt worden war, um Direktor des dortigen humanistischen Gymnasiums zu werden, wuchs Heusinger dort weiter auf.
1917 – mitten im Ersten Weltkrieg – bekam Bruno Heusinger das Notabitur und meldete sich danach freiwillig zum Heer. Nach dem Krieg studierte er zunächst Geschichte und Germanistik. Er promovierte 1922 zum Dr. phil. mit einer historischen Arbeit. Erst danach absolvierte er die juristische Ausbildung in kürzester Zeit. Bereits 1924 wurde Heusinger nach dem ersten Staatsexamen als Referendar im Bezirk des Oberlandesgerichts (OLG) Braunschweig und 1927 als Gerichtsassessor in Braunschweig eingestellt.
1929 wurde Bruno Heusinger zum Landgerichtsrat, 1930 zum Oberlandesgerichtsrat und am 1. Juni 1933 zum Präsidenten des Oberlandesgerichts Braunschweig ernannt. Kaum zum Präsidenten berufen, wurde er mit den Mordtaten von Rieseberg konfrontiert, als ihm der zuständige Ermittlungsrichter, „der beim Amtsgericht Königslutter tätige Amtsgerichtsrat Eickhoff“, „mündlich von den ungeheuerlichen Ereignissen berichtete“, worauf Heusinger erfolglos beim Justizminister Alpers protestierte. Protest erhob er auch „wiederholt […] gegen die Zustände in den Haftlokalen der Hilfspolizei“ und bezeichnete die Handhabung der sogenannten Schutzhaft im AOK- und im Volksfreundgebäude als ein „‚Unrecht vor Gott und den Menschen‘“. Andererseits war Heusinger als Vorsitzender des OLG-Strafsenats an der am 8. August 1933 erfolgten Verurteilung des Braunschweiger Widerstandskämpfers Hermann Bode wegen Vorbereitung zum Hochverrat beteiligt. Letztlich führten die Konflikte zwischen dem Oberlandesgerichtspräsidenten und den Nazis zur Ablösung Heusingers als Gerichtspräsident Ende 1934. Im Jahre 1935 wurde er zum Senatspräsidenten zurückgestuft, weil er sich zunächst weigerte, Hitler die Treue zu schwören. Als er dann doch zur Eidleistung nach Hannover reiste, wurde er von den NS-Parteifunktionären zum Eid nicht zugelassen. Sein im Vorjahr gestellter Antrag auf Aufnahme in die NSDAP wurde abgelehnt. Mit Beginn des Zweiten Weltkriegs wurde er Frontsoldat und schließlich Major der Reserve.
Nach Kriegsende wurde Bruno Heusinger wieder in die Justiz eingestellt und von 1948 bis 1955 erneut zum Präsidenten des Oberlandesgerichts Braunschweig berufen. Anschließend folgte er am 4. Mai 1955 Hodo von Hodenberg als Präsident des größeren Oberlandesgerichts Celle nach. 1957 wurde er zudem Präsident des Niedersächsischen Staatsgerichtshofes. Zum Präsidenten des BGH wurde Heusinger am 1. April 1960 berufen. Er übernahm dort auch den Vorsitz des sogenannten Kartellsenates und konnte dadurch u. a. Einfluss auf die Rechtsprechung zum erst kurz vorher in Kraft getretenen Gesetz gegen Wettbewerbsbeschränkungen nehmen.
Heusinger trat am 31. März 1968 in den Ruhestand. Sein Nachfolger wurde Robert Fischer. Nach seinem Eintritt in den Ruhestand veröffentlichte er noch mehrere kunstgeschichtliche und rechtshistorische Schriften.

## Ehrungen
- 1961: Großes Verdienstkreuz des Niedersächsischen Verdienstordens
- 1962: Ehrendoktortitel Dr. jur. h. c. der Universität Göttingen
- 1966: Ehrensenator der TH Karlsruhe
- 1968: Großes Verdienstkreuz mit Stern und Schulterband der Bundesrepublik Deutschland

## Veröffentlichungen (Auszug)
- Servitium regis in der deutschen Kaiserzeit. Diss. Phil. Göttingen 1922
- Rechtsfindung und Rechtsfortbildung im Spiegel richterlicher Erfahrung. Köln 1975